# Otarie à crinière
Otaria flavescens
Pour le Pokémon homonyme, voir Otaria.
Genre
Espèce
Synonymes
Otaria byronia
Répartition géographique
Statut de conservation UICN

 LC  : Préoccupation mineure
L'otarie à crinière, otarie de Patagonie ou lion marin (Otaria flavescens) est une espèce de mammifères marins de la famille des otaries. C'est la seule espèce du genre Otaria, l'espèce Otaria byronia (Blainville, 1820) étant aujourd'hui considérée comme un synonyme d’Otaria flavescens (Shaw, 1800).
Elle est également appelée lion de mer sud-américain, lion de mer du sud et lion de mer de Patagonie. Localement, elle est connue notamment sous les vocables lobo marino et león marino qui se traduisent respectivement par « loup de mer » et « lion de mer » en espagnol.

## Description
Les mâles sont de couleur brun-sombre à la différence des femelles. Ils possèdent une crinière et atteignent une taille de 2,5 mètres et un poids de 350 kilogrammes. 
Les petits du « lion marin », dénommés « chiots » (à l'instar des autres bébés otariidae) pèsent autour de 12 kilos à la naissance et bêlent comme des agneaux, (la gestation dure presque 1 an https://www.parczoologiquedeparis.fr/fr/actualites/une-naissance-estivale-chez-les-otaries-a-criniere-3644). Ils naissent de fin décembre à fin janvier. Ils sont noirs.

## Répartition
L'otarie à crinière réside sur les côtes du Chili, du Pérou, de l'Uruguay et d'Argentine jusqu'en Terre de Feu et aux Malouines.

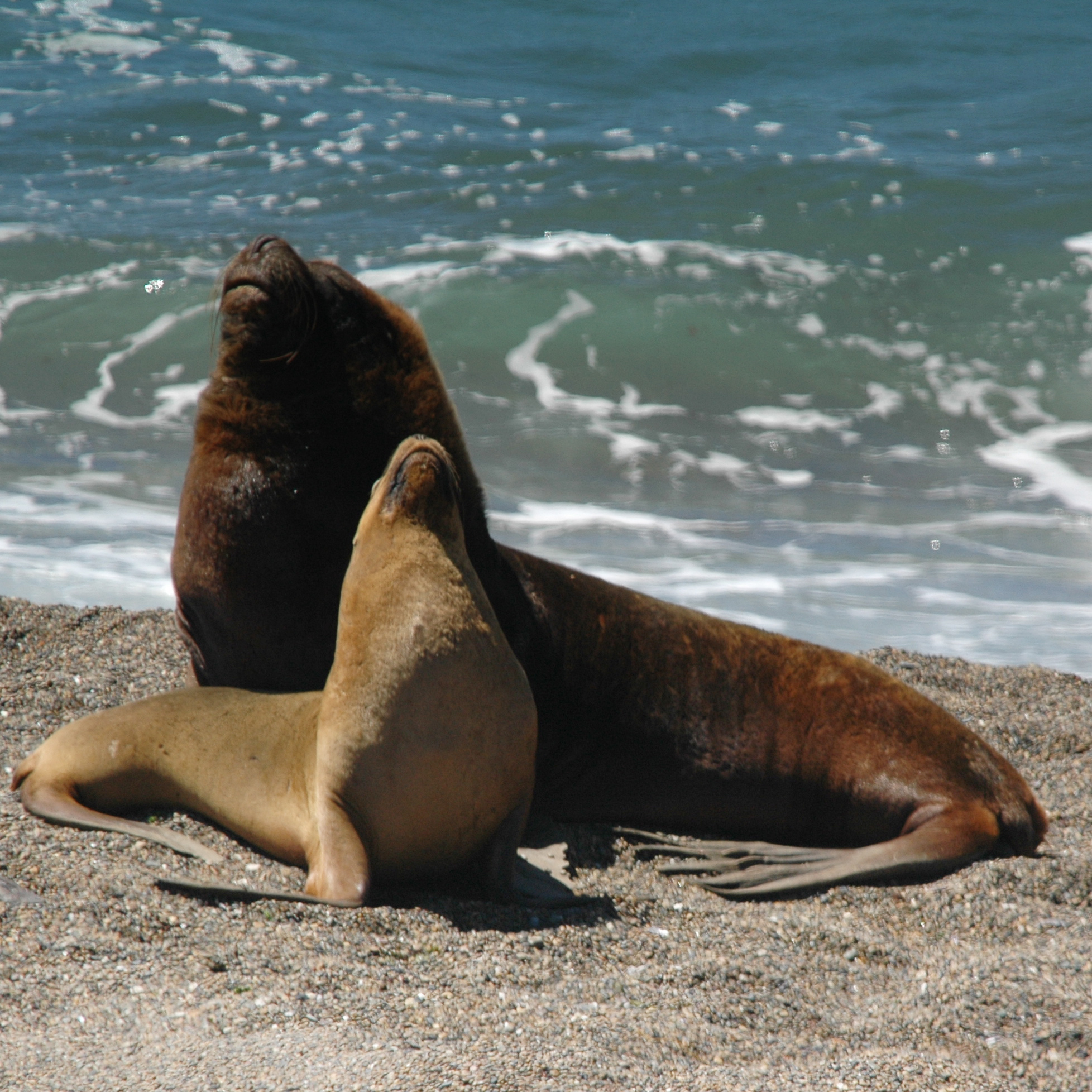
Otaries à crinière mâle et femelle.
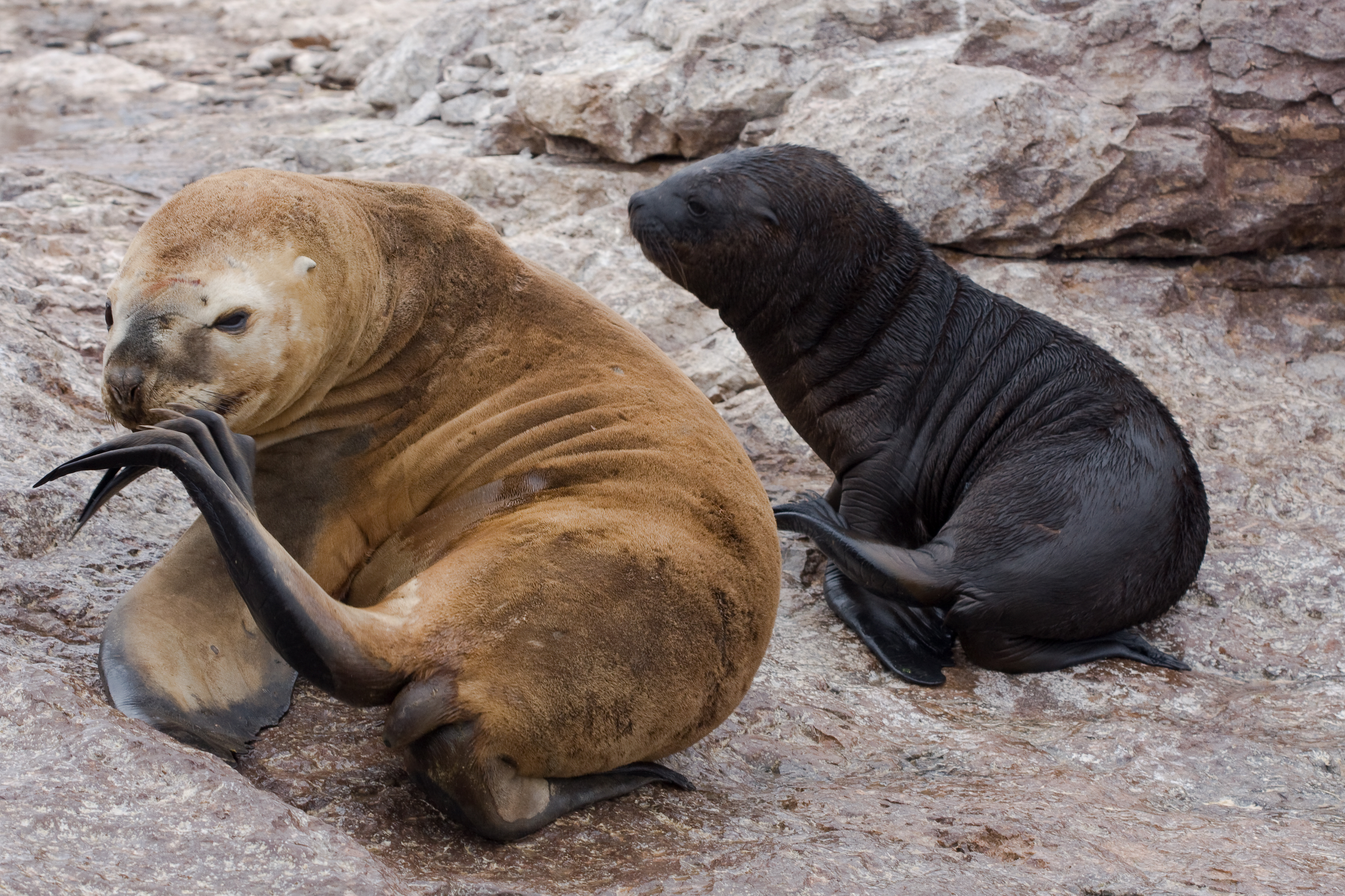
Otarie à crinière femelle et son chiot.
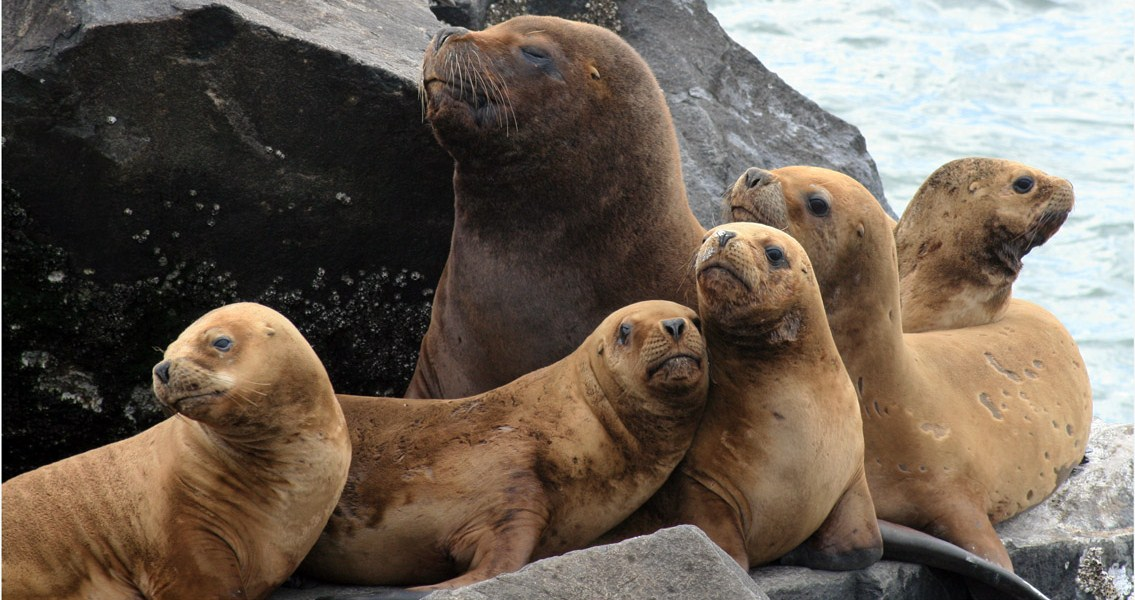
Otarie à crinière mâle et son « harem ».
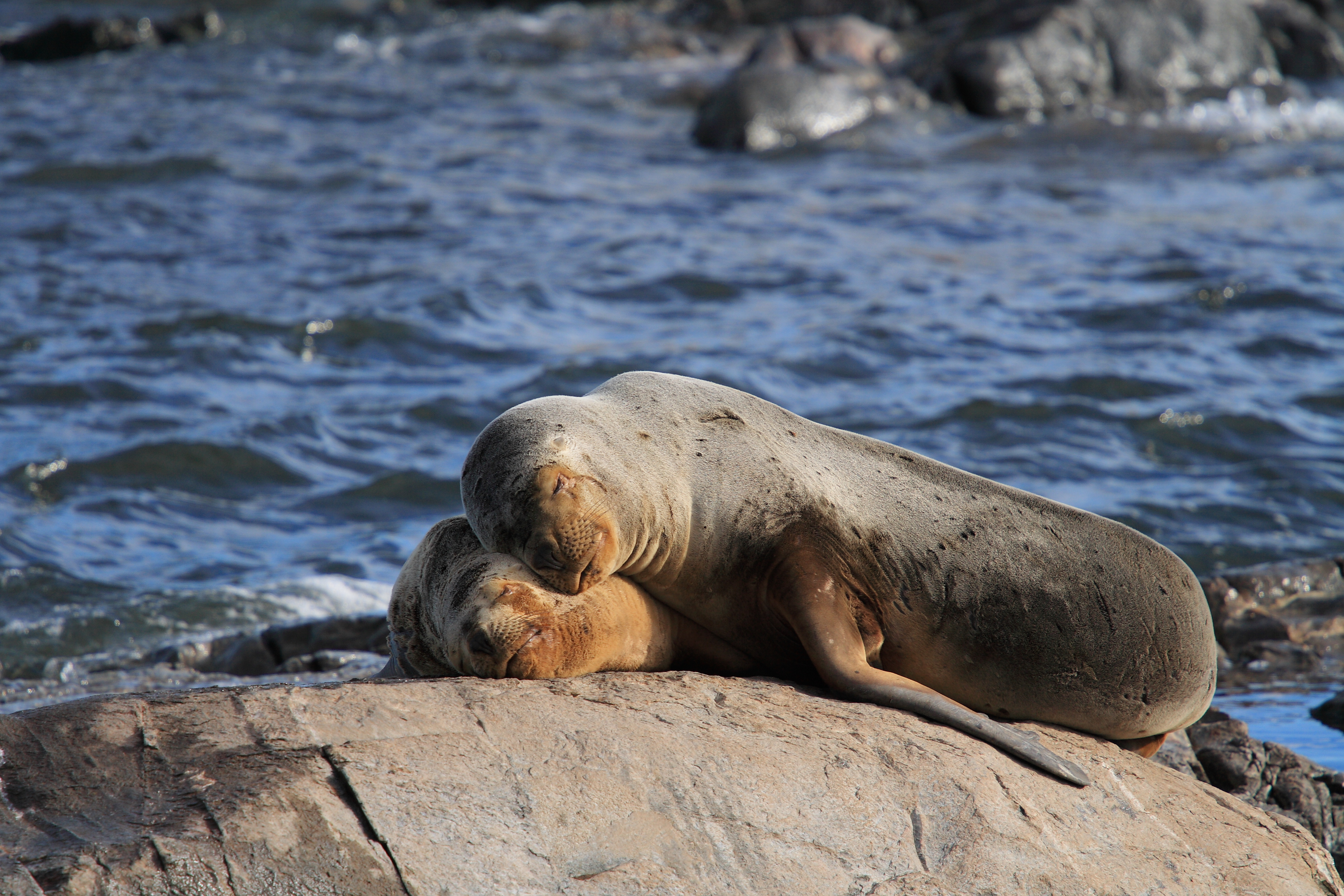
Otaries à crinière se reposant sur un rocher (canal Beagle).
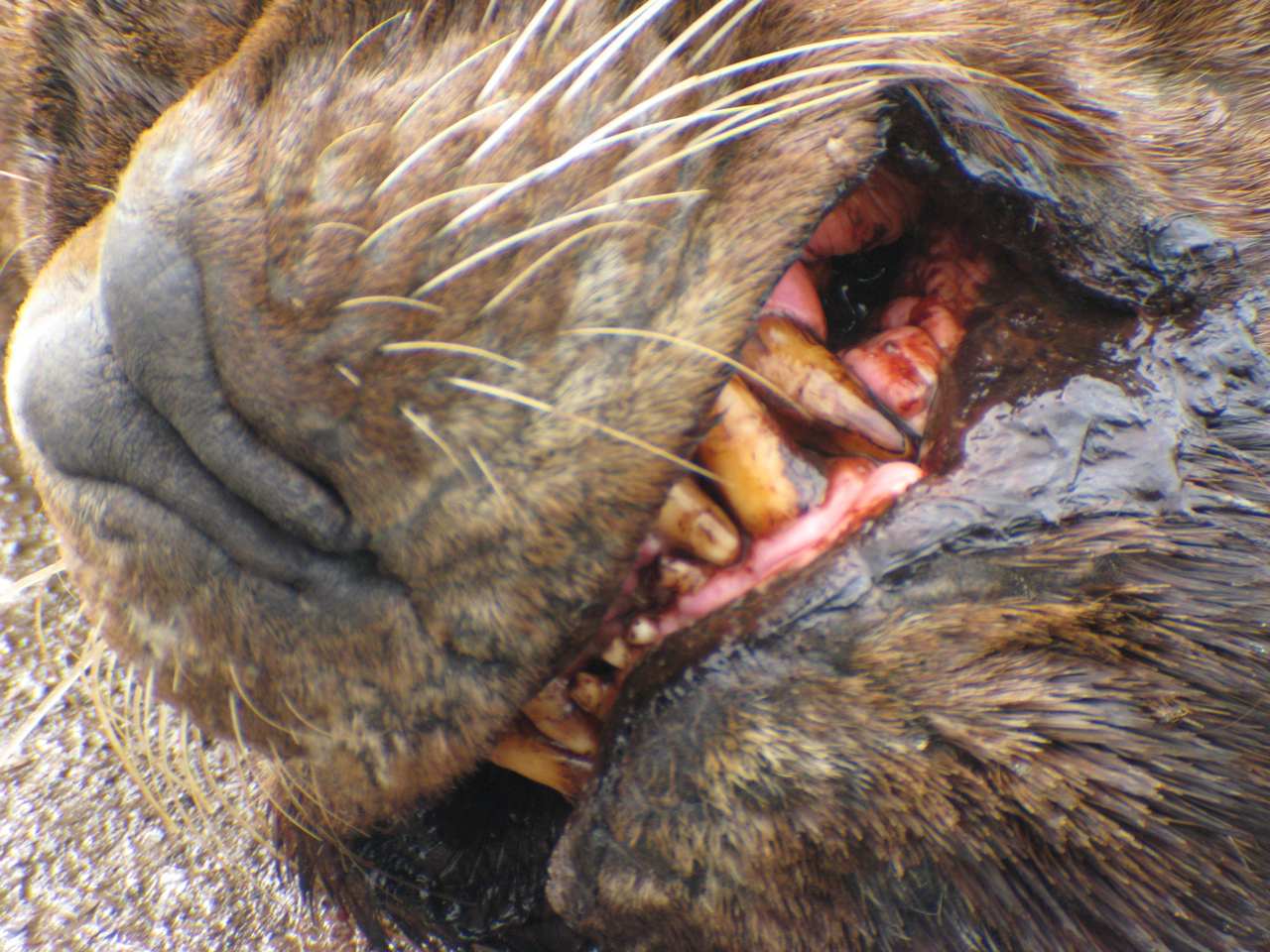
Détails de la denture (Talcahuano, Chili).
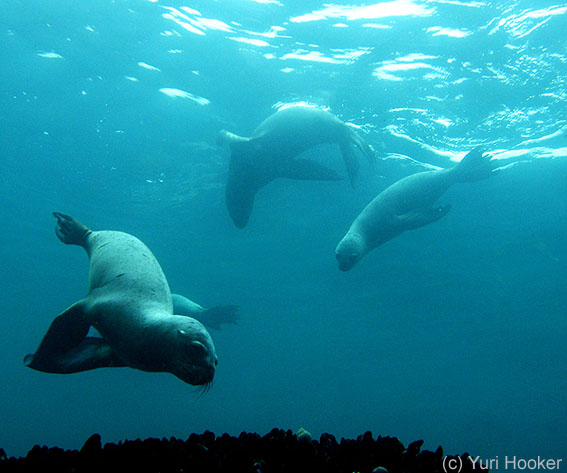
Juvéniles d’otaries à crinière plongeant sur un récif rocheux recouvert de mytilidae (Aulacomya atra), Île de San Gallan, réserve nationale de Paracas (Pérou).
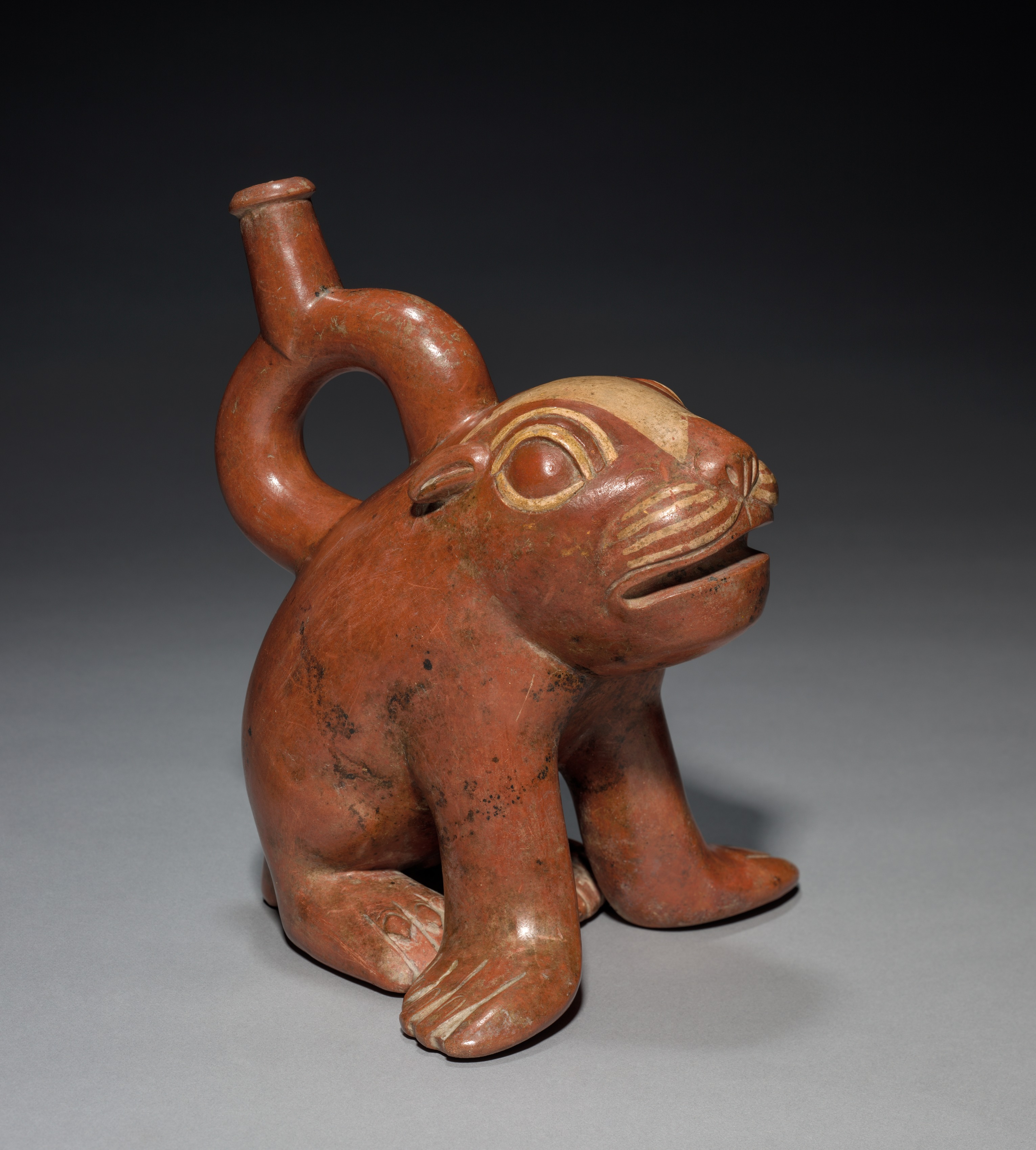
Otarie à crinière chiot dans l'art Moche.

### GenreOtaria
- (en) Mammal Species of the World (3e  éd., 2005) :  Otaria
- (fr + en) ITIS : Otaria Péron, 1816
- (en) Animal Diversity Web : Otaria
- (en) NCBI : Otaria (taxons inclus)

### EspèceOtaria byronia
- (en) Mammal Species of the World (3e  éd., 2005) : Otaria byronia
- (fr + en) ITIS : Otaria byronia (Blainville, 1820) Non valide
- (fr + en) ITIS : Otaria flavescens (Shaw, 1800)
- (en) Animal Diversity Web : Otaria byronia
- (en) NCBI : Otaria byronia (taxons inclus)
- (en) UICN : espèce Otaria flavescens (Shaw, 1800)